# Paul O'Donovan
Paul O'Donovan (Skibbereen, 19 de abril de 1994) é um remador irlandês, medalhista olímpico.

## Carreira
O'Donovan competiu nos Jogos Olímpicos de 2016, no Rio de Janeiro, no skiff duplo leve, onde conquistou a medalha de prata com o seu irmão Gary O'Donovan. Na edição seguinte, ganhou o ouro na mesma prova ao lado do Fintan McCarthy.